# Aplombs du cheval
Les aplombs du cheval sont le positionnement et l'orientation des membres du cheval. Les aplombs sont dits « réguliers » lorsque les membres sont parallèles entre eux vus de face, et verticaux vus de profil. 
Des aplombs défectueux altèrent prématurément la locomotion du cheval. Une maréchalerie orthopédique permet toutefois de corriger certains aplombs défectueux.

## Jugement
La qualité des aplombs se juge sur un terrain plat à l'arrêt, puis en marche. En marche, les membres doivent se porter en avant sans dévier en dehors ou en dedans; le pied ne doit pas pivoter quand il se pose. 

### Membres antérieurs
La longueur du bras se mesure de la pointe de l'épaule au coude. Celui du cheval de selle doit être long et musclé pour lui permettre d'avoir une amplitude satisfaisante et d'étendre ses foulées. Il doit être proche de la verticale. Si le bras du cheval est trop court, il manque d'étendue.
Un cheval avec « les coudes en arrière » a une épaule verticale et un bras horizontal. Serrés au corps, les coudes provoquent la panardise, trop écartés, les membres sont cagneux. L'équilibre et l'aptitude à l'obstacle dépendent de l'ouverture de l'angle scapulo-huméral. L'avant-bras, qui va du coude au genou, doit être long et musclé. Seul un avant-bras vertical assure d'un aplomb correct.
Le genou doit être sec, épais, large, bien dirigé et exempt de marques de blessures qui pourraient indiquer un manque d'équilibre, le cheval se couronnant en tombant. Il a un rôle de charnière et d'amortisseur.
Le canon doit être court, large et vertical. Positionnés en arrière dans la gouttière formée par les métacarpiens latéraux, les tendons doivent être secs, nets et apparents. Un cheval qui « trousse » a généralement un canon long et un avant-bras court. Le canon peut présenter des suros qui sont détectables au toucher et qui peuvent causer une boiterie.
Large et épais, le boulet doit être sec, laisser voir ses contours osseux et des cordes tendineuses.Un cheval est dit « droit sur ses boulets » ou « piqué » lorsque l'angle du boulet est trop ouvert. Il est dit « bouleté » lorsque ses boulets sont rejetés en avant de la ligne d'aplomb.
Le paturon et la couronne doivent être secs et volumineux. Un paturon long est souvent « bas-jointé », le cheval est dès lors prédisposé à des problèmes tendineux. Le cheval « court et droit jointé » au paturon court et vertical, a des allures inconfortables ainsi que souvent des fatigues osseuses. Un cheval à l'inverse « long et bas jointé » est naturellement confortable mais a des tendons qui sont plus sollicités.
Le pied doit être proportionné à la corpulence du cheval. Sa corne doit être lisse. Ses défectuosités peuvent souvent être corrigées par des ferrures appropriées. Le pied est dit « pinçard » quand les talons restent en l'air et que la sole n'est pas en contact avec le sol lorsque le membre est à l'appui.
De face, les aplombs des membres antérieurs sont réguliers quand la verticale qui passe par la pointe de l'épaule divise le bas du membre en deux parties égales. De profil, la verticale qui passe au tiers de l'épaule doit diviser le membre en deux parties égales et tomber un peu en arrière des talons.

### Membres postérieurs
Le cheval est « sous-lui » quand la jambe courte renvoie le jarret en avant, il est campé quand elle renvoie le cheval en arrière. Les jarrets sont dits « crochus » si l'angle d'ouverture du jarret est peu ouvert. Ils sont dits « clos » quand les pointes sont rapprochées. Le jarret serré à sa base est dit « étranglé ».
De derrière, les aplombs des membres postérieurs sont réguliers quand la verticale qui passe à la pointe de la fesse divise le membre en deux parties égales. De profil, la verticale qui passe à la pointe de la fesse doit rejoindre la pointe du jarret, puis longer les tendons et tomber en peu en arrière des talons.

### Base de sustentation
La base de sustentation est l'espace compris entre les extrémités des quatre pieds. Plus le modèle du cheval est longiligne, plus ses gestes sont étendus ; plus il est bréviligne, mieux il est disposé aux déplacements latéraux. Il est préférable que le cheval de vitesse soit longiligne et le cheval d'école ou de combat bréviligne.

### Principales irrégularités du cheval en marche
Le cheval panard en marche a les membres tournés vers le dehors et est prédisposé à se couper. Il est cagneux en marche lorsqu'il « billarde » en tournant son pied vers l'extérieur au lever. Ses jarrets sont dits vacillants quand ils se portent en dehors. Le cheval « se croise » quand ses pieds se posent l'un devant l'autre au risque de se toucher. Il se touche quand un membre heurte un autre et il « se coupe » lorsque cela occasionne une blessure. Un cheval qui forge a le fer d'un postérieur qui heurte le fer d'un antérieur. Le cheval qui rase le tapis touche régulièrement le sol avec la pince du sabot en la laissant trainer.

#### Défauts d'aplomb des antérieurs
Un cheval campé du devant manifeste ainsi un signe de fatigue, d'usure ou de souffrance. De même, le cheval « brassicourt », dont le genou est de naissance en avant de la ligne d'aplomb, manifeste un signe de fatigue, même si ce défaut est de peu d'importance. Cette conformation a tendance à le faire buter mais les tendons se fatiguent moins.
Le cheval sous-lui du devant tend à être sur les épaules et à buter. Lorsque le genou est creux, il fatigue des tendons fléchisseurs.
Le cheval ouvert du devant est solide mais a tendance à avoir une marche bercée d'un côté et de l'autre. Un cheval serré du devant se croise les jambes en marchant et risque donc de se blesser.
Le cheval est dit « panard » quand la partie inférieure du membre, à partir du genou ou du jarret, est tournée en dehors. Son appui est alors incertain.
Lorsque les membres sont entièrement tournés vers le dedans, coudes en dehors, le cheval est dit « cagneux ». Ce défaut est moins grave que le cheval panard.
On appelle « genou de bœuf », le genou rentré vers l'intérieur, ce qui donne un mauvais aplomb des boulets, qui peut être ennuyeux.
Les genoux du cheval arqué sont portés en avant de la ligne d'aplomb. Ce défaut résulte d'un travail pénible et d'une usure prématurée.

#### Défauts d'aplomb des postérieurs
Lorsque le cheval est trop ouvert des postérieurs, il y a peu d'inconvénient si ce n'est un manque d'élégance de l'animal. Par contre, trop serrés, les pieds peuvent se toucher et se blesser.
De nombreux chevaux sont panards du derrière, défaut peu grave.
Lorsque les pointes des jarrets sont déviées en dehors, les pieds tournés l'un vers l'autre, le cheval est cagneux du derrière. Ses pieds peuvent se croiser et se blesser. Quand les pointes des jarrets sont rapprochées, les pieds dans l'axe, le cheval a les jarrets clos ce qui ralentit son allure. Lorsque les jarrets sont trop ouverts, les jarrets seuls sont écartés, les pieds demeurant dans l'axe, ce qui est un défaut peu grave mais générant des risques d'atteinte.